# УТД-29
УТД-29 — двигатель дизельный, безнаддувный, 10-цилиндровый, 4-хтактный с V-образным расположением цилиндров, жидкостного охлаждения.Он допускает работу на бензинах и керосинах различных марок. Предназначен для установки на боевые и специальные гусеничные и колесные машины. Устанавливается на БМП-3, БМП-3К, БМП-3Ф, БРЭМ-Л «Беглянка».